# Romy Rosemont
Romy Rosemont (New York, 18. listopada 19?? - ) je američka telelevizijska glumica najpoznatija po ulogama u filmu Kakav je okus romance i TV serijama Morski pas, Uvod u anatomiju, Privatni trening, CSI: Crime Scene Investigation i Zakon braće. Nakon što je 2010. dobila ulogu u seriji Glee, gdje je glumila Carole Hudson, majku Finna Hudsona, počeo je njezin dugoočekivani glumački uspon.

## Vanjske poveznice
- Romy Rosemont na Internet Movie Database